# Grzmięca
Grzmięca – osada w Polsce, część wsi Gaj-Grzmiąca położonej w województwie kujawsko-pomorskim, w powiecie brodnickim, w zachodniej części gminy Zbiczno.
W latach 1975–1998 miejscowość administracyjnie należała do województwa toruńskiego.

## Gospodarka
Najstarszą działalnością zawodową ludności obecnej osady stanowi produkcja rolnicza. W okresie PRL założono tutaj Państwowe Gospodarstwo Rolne w ramach socjalizacji rolnictwa, znacznie nasilonego za linią dawnego Zaboru Pruskiego jak i samych dawnych Prus. W wyniku tego powstał Ośrodek Hodowli Ryb (OHR) w Grzmiący, składający się ze stawów, magazynów i bloków mieszkalnych. 
Obecnie kapitał OHR funkcjonuje jako Ośrodek Zarybieniowy Polskiego Związku Wędkarskiego prowadzony przez Okręg PZW w Toruniu. Jest to jeden z najnowocześniejszych w Europie ośrodków hodowli jesiotra ostronosego, jak również ryb łososiowatych. W 2009 roku, zainwestowano w niego 4 miliony złotych (według kursu z 2009), w celu stworzenia przedszkola hodowlanego do reintrodukcji wymarłego w kraju gatunku jesiodra bałtyckiego, poprzez hodowlę odmiany kanadyjskiej, a następnie wypuszczenie i doprowadzenie do jego ewolucji dostosowanej do warunków Bałtyku, powodując ponowne powstanie nieistniejącego już gatunku. Produkcja wynosi ponad 50 000 ryb rocznie, o długości 3–4 m. Sam zakład prowadzi też hodowlę ryb do celów konsumpcyjnych, wędzarnię i sprzedaż bezpośrednią poprzez Zespół Gospodarki Wędkarsko-Rybackiej. W 2016 wizytowali go europarlamentarzyści Ulrike Rodust i Jarosław Wałęsa.
Miejscowość jest ośrodkiem wędkarstwa (znajduje się tutaj płatne łowisko Gospodarstwa Rybackiego), a także działalności wypoczynkowej związanej z tą dziedziną. W budynkach wielkopłytowych, funkcjonuje wynajem apartamentów wakacyjnych, z wypożyczalnią łodzi wędkarskich, rowerów, a w sąsiadujących ośrodkach kajaków i rowerów wodnych. W miejscowości działa także smażalnia ryb, wraz z polem biwakowym i plażą. Koło budynku tartaku, utworzono restaurację.
W miejscowości funkcjonuje elektrownia fotowoltaiczna, składająca się z 105 paneli. Taki typ pozyskiwania energii (25 paneli) prowadzi też oddział Brodnickiego Parku Krajobrazowego. 
W pobliżu zakładów rybnych funkcjonuje zbudowana w ramach PGR, elektrownia wodna przepływowa na Skarlance, przesmyku pomiędzy jeziorami Kurzyny i Strażym. Dwa jazy wodne: młyński, piętrzący wody m.in. na potrzeby MEW Grzmięca oraz drugi, rozbudowany w 2001, utrzymuje ustabilizowany poziom lustra wody na okolicznych jeziorach Pojezierza Brodnickiego. Różnica poziomów między górnym i dolnym lustrem wody wynosi 5,2 m w przesmyku. To jedyny zakład produkcji energii elektrycznej metodą przepływu wody, na terenie Brodnickiego Parku Krajobrazowego.

## Turystyka

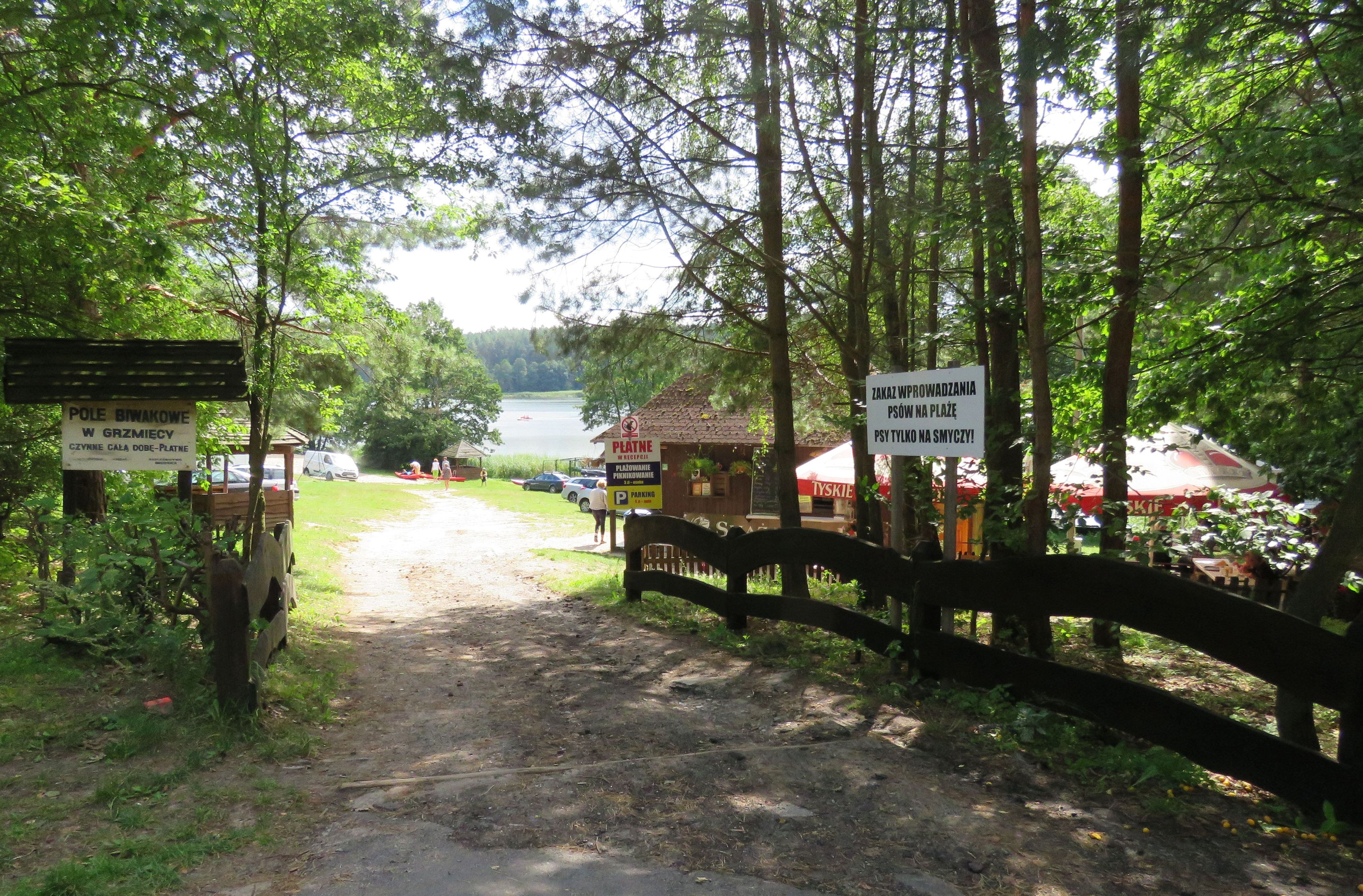
Pole biwakowe w Grzmięcy

Prócz ośrodków rekreacyjnych związanych z wędkarstwem i jeziorami, w osadzie działa również Ogród Dydaktyczny BPK, związany z leśną lokalizacją miejscowości. Koło apartamentów istnieje plac zabaw.

## Pomniki przyrody
Miejscowość posiada zrośnięte ze sobą dęby "Adam i Ewa", nazwane tak ze względu na fakt, iż miejscowa ludność pytana przez przyjezdnych  "od kiedy dęby tutaj stoją", odpowiadała często "od początku - jak Adam i Ewa". Dęby te zostały wpisane na listę pomników przyrody. Drzewa pozostały nienaruszone, aż do roku 1989, gdy to jedno z nich zostało trafione piorunem, który uszkodził jego górną część. Obecnie ochrona pomnika przyrody jest finansowana i wykonywana przez BPK Stowarzyszenie Pojezierze Brodnickie.

## Historia
Miejscowość leży na terenach Ziemi Chełmińskiej, kwalifikowanej potem jako część Prus Zachodnich. Koło plaży istnieje  bunkier – polski schron bojowy z 1939 roku typu tradytor, wykorzystany ponownie w styczniu 1945 przez Niemców podczas walk z Armią Czerwoną, lokalnie zwany "strzelnicą".

## Architektura
Miejscowość posiada osiedle bloków zabudowy wielorodzinnej, stworzonej w technice wielkiej płyty, w okresie PRL jako część Państwowego Gospodarstwa Rolnego. Oprócz tego istnieją domy zabudowy jednorodzinnej, a także zespół budynków związanych z sektorem gospodarki rybnej.

## Transport
Przybrzeżna osada posiada jedną główną, asfaltową drogę o ograniczeniu prędkości do 60 km/h, rozszerzającą się na dwa przy granicy osady, oraz sieć betonowych i gruntowych dróg zakładowo-osiedlowych, razem w Grzmiący istnieje ponad kilometr dróg. Na wybrzeżu jeziora istnieją trzy przystanie oraz molo dla łódek, kajaków i rowerów wodnych.
Przy wjeździe od strony wschodniej zlokalizowany jest przystanek autobusowy "Grzmiąca" z zadaszeniem i zatoką autobusową po stronie przeciwnej, zbudowanej w ramach funduszy Unii Europejskiej.